# Péon troisième
Le péon troisième (grec ancien παιών Γʹ ou τρίτος, forme ionienne-attique de παιάν, « péan », et ordinal ; il est dit « troisième » parce que la troisième syllabe y est lourde ; latin tertius paeon) est un pied tétrasyllabique de la métrique antique et notamment de la métrique grecque et latine. Il se compose, comme les trois autres péons, d’une syllabe longue et de trois syllabes brèves, la syllabe longue étant, dans le cas présent du péon troisième, précédée de deux syllabes brèves et suivie d'une brève. Il contient cinq mores et son schéma métrique pur est | ∪ ∪ — ∪ | (♪♪♩♪), mais il peut être résolu en | ∪ ∪ ∪ ∪ ∪ | ou devenir un antibacchée : | — — ∪ |. On peut le décomposer théoriquement en un pyrrhique | ∪ ∪ | suivi d’un trochée | — ∪ |.
Il est du genre sesquialtère. Pour les métriciens anglosaxons, son symbole est 3p.

## Étymologie
Le nom du pied est lié aux chants Péan, compositions religieuses en l'honneur d'Apollon et d'Artémis mais aussi reliées au dieu grec Péan (ou Péon).

## Un pied rare en métrique antique
Le péon troisième est bien plus rare dans les hymnes grecques que le péon premier ou que le péon quatrième.
Certains estiment même que ce sont des métriciens systématiques, sans doute par souci de symétrie, qui auraient donné ce nom à un pied inexistant. Mais linguistes et poètes se sont emparés de la chose et en ont fait un véritable pied métrique.
Mots latins qui sont des péons troisièmes : communicant, exemple latin cité dans L'Encyclopédie (1751) ; animatus, manifestus, menedemus, moriamur, nemorensis, oriente, sine fraude, sociare.
Mot grec : πεφίληκε.

## Exemples en métrique syllabo-tonique
En russe, Daniel Andreiev a utilisé le péon troisième dans ses «Новые метро-строфы», dans des trimètres hypercatalectiques et catalectiques :
| ∪ ∪ — ∪ | ∪ ∪ — ∪ | ∪ ∪ — ∪ | X

Над рекою, в невидимом предвечерии,

| ∪ ∪ — ∪ | ∪ ∪ — ∪ | ∪ ∪ — |

Уж потрескивал задумчивый костер,

| ∪ ∪ — ∪ | ∪ ∪ — ∪ | ∪ ∪ — ∪ | X

И туманы, голубые как поверия,

| ∪ ∪ — ∪ | ∪ ∪ — ∪ | ∪ ∪ — |

Поднимались с зарастающих озёр…

Une forme de strophe nommée « Double Seven », créée par Lisa La Grange, contient des péons troisièmes. Il s'agit d'une strophe composée d'un nombre quelconque de quatrains, chaque quatrain étant isosyllabique et ayant son propre modèle de rimes a'ba'b, et chaque ligne comptant sept syllabes et deux pieds (le premier pied étant tétrasyllabique et le second trisyllabique). Les lignes de rimes a' consistent en un péon deuxième suivi d'un amphibraque (schéma da DUM da da / da DUM da), les lignes b consistent en un péon troisième suivi d'un anapeste (schéma da da DUM da / da da DUM).
Ex.

I wonder if the bridegroom

has accepted yet the fact

that access to the bathroom

will be science, inexact.
I she wants to go shopping

and he’s planned a poker game,

I think that he’ll be copping

friends a plea they’ll know is lame.

(Lisa La Grange, « Just-Married », site Allpoetry)